# Yesilyurt Tennis Cup
Lo Yesilyurt Tennis Cup è un torneo professionistico di tennis giocato su campi in cemento. Fa parte dell'ITF Women's Circuit. Si gioca annualmente a Samsun in Turchia.

## Albo d'oro

### Singolare
| Anno | Campionessa      | Finalista         | Punteggio   |
| ---- | ---------------- | ----------------- | ----------- |
| 2011 | Julija Putinceva | Marta Domachowska | 7–6(6), 6–2 |

### Doppio
| Anno | Campionesse                       | Finaliste                    | Punteggio |
| ---- | --------------------------------- | ---------------------------- | --------- |
| 2011 | Mihaela Buzărnescu Tadeja Majerič | Çağla Büyükakçay Pemra Özgen | 6–1, 6–4  |